# Kondō Isami
Pour les articles homonymes, voir Kondō.
Isami Kondō (近藤 勇 藤原義武, Kondō Isami Fujiwara no Yoshitake), né le 9 octobre 1834 à Kami-Ishihara, dans la province de Musashi (de nos jours Chōfu, métropole de Tokyo) - 25 avril 1868) est un samouraï, également connu sous le nom posthume bouddhique (kaimyô) Kanten'inden'junchūseigi-daikōji (貫天院殿純忠誠義大居士). Il est célèbre au Japon pour avoir été l'un des commandants et fondateurs du Shinsen Gumi avec Hijikata Toshizo, le plus puissant des groupes de samouraï qui, sous les ordres du shogun Tokugawa, devaient maintenir l'ordre à Kyoto durant le Bakumatsu, à la fin de l'ère Edo (1860-1868).

## Biographie
D’origine paysanne, Miyagawa Katsugorō naît en 1834 dans la province de Musashi d'une famille aisée et apprend le kenjutsu dans le Shieikan de Kondō Shūsuke. Le dojo enseigne le Tennen Rishin-ryū. À seize ans, il est adopté par Shūsuke, qui était sans héritier. En 1861, Kondo Isami (son nouveau nom) devient le 4e Soke du style.
En 1863, il s'engage dans le Roshi Gumi, qui devient le 18 août le Shinsen Gumi. L'année suivante, à l'âge de 30 ans, il est nommé commandant. Toujours en 1864, il s’oppose aux Ishin Shishi, groupe de samouraïs qui veulent renverser le shogunat et rétablir le pouvoir impérial. Cette opposition le poussera également à faire exécuter des membres dissidents de son groupe, menés par Ito Kashitaro, qui souhaitaient rejoindre les Ishin Shishi. À partir de l'affaire de l'auberge Ikedaya à Kyōto, le Shinsen Gumi et Kondō deviennent célèbres en arrêtant des cellules de partisans de l'Empereur.
En janvier 1868, envoyé pour lutter contre l'armée impériale à la tête du Kōyō Chimbuta, il retourne à Kyoto lors de la bataille de Toba-Fushimi. Mal armé contre une armée impériale moderne, ce groupe perd la bataille. Kondō est capturé le 25 avril. Étant fils de paysan, il n'est pas autorisé à se faire seppuku et est décapité au lieu d'exécution d'Itabashi. Sa tête est exposée sur la plage de Sanjo à Kyōto.

### Armure
En 2022, son armure est identifiée au sein de la collection du temple Kokutai-ji, dans la ville de Takaoka (préfecture de Toyama). Elle est un don de Yamaoka Tesshū.

## Kondō Isami dans lecinéma japonais
L'action du mélodrame Le clan Shinsen (Shinsengumi) réalisé en 1970 par Tadashi Sawashima et produit par Toshirō Mifune se situe à Kyōto durant les dernières années du shogunat Tokugawa. Ce film retrace le parcours de Kondō Isami (Mifune joue lui-même le rôle), depuis la fondation du groupe Shinsen Gumi jusqu'à son exécution comme traître.
Le film Tabou (Shinsengumi Keppuroku), réalisé par Nagisa Ōshima, sorti en 1999 au Japon et en France l'année suivante, met en scène Kondō Isami, dont le rôle est interprété par Yoichi Sai, aux côtés de Takeshi Kitano dans le rôle du capitaine Toshizo Hijikata et de Shinji Takeda dans celui du capitaine Sôji Okita. Le scénario du film reprend des épisodes de l'histoire de la milice du Shinsengumi survenus à Kyōto au printemps 1865. Oshima en a tiré, comme souvent dans son œuvre, un film étrange sur un fond de fascination érotique, dans lequel il s'intéresse à ce qu'il nomme « l'odeur de meurtre », odeur de mort qui se dégage des samouraïs (ceux qui ont le droit de tuer).